# Bijin (singolo)
Bijin (in lingua giapponese: 美人) è un singolo della cantante giapponese Chanmina.

## Pubblicazione
Il brano omonimo è stato pubblicato il 19 marzo 2021 come singolo digitale, per poi essere commercializzato in versione fisica e digitale insieme a tre nuove tracce inedite il 14 aprile 2021. È il terzo album singolo della cantante. 
Bijin e Morning Mood figurano anche nella tracklist finale del terzo album in studio Harenchi.

## Tracce
1. Bijin (美人)
2. Needy
3. Morning Mood
4. Dahlia

## Classifiche
| Classifica (2021) | Posizione massima |
| ----------------- | ----------------- |
| Giappone          | 15                |